# Mick Brown
Mick Brown (8 settembre 1956) è un batterista statunitense, noto soprattutto per la sua militanza nei Dokken.
Dopo essere stato uno dei fondatori degli Xciter (assieme a George Lynch) nel 1978, ha seguito il chitarrista nell'avventura dell'allora emergente cantante Don Dokken e ha preso il soprannome di "Wild" Mick Brown.
Dopo il primo scioglimento dei Dokken nel 1989, Mick è rimasto fedele al suo compagno Lynch e lo ha seguito anche nella band Lynch Mob, ma già nel 1993 aveva risposto al richiamo del cantante ed era tornato nella band che tanta gloria gli aveva dato, continuando a militarvi negli anni a seguire. A partire dal 2006 diventa batterista anche per Ted Nugent.
Il suo nome è da non confondere con il batterista della goth rock band The Mission degli anni ottanta.

## Discografia

### Con i Dokken

#### Album in studio
- Breaking the Chains (1983)
- Tooth and Nail (1984)
- Under Lock and Key (1985)
- Back for the Attack (1987)
- Dysfunctional (1995)
- Shadowlife (1997)
- Erase the Slate (1999)
- Long Way Home (2002)
- Hell to Pay (2004)
- Lightning Strikes Again (2008)
- Broken Bones (2012)

#### Live
- Beast from the East (1988)
- One Live Night (1995)
- Live from the Sun (2000)
- Yesterday & Today (2001)
- Japan Live '95 (2003)
- From Conception: Live 1981 (2007)

#### Raccolte
- The Best of Dokken (1994)
- The Very Best of Dokken (1999)
- Then and Now (2002)
- Alone Again and Other Hits (2003)
- Change the World: An Introduction (2004)
- The Definitive Rock Collection (2006)
- Greatest Hits (2010)

### Con i Lynch Mob
- Wicked Sensation (1990)
- Lynch Mob (1992)
- Evil Live (2003)

### Altri album
- Varii artisti - Hear 'n Aid (1985)
- Xciter - Xciter (2005)
- George Lynch - The Lost Anthology (2005)
- George Lynch - Guitar Slinger (2007)
- T & N - Slave to the Empire (2012)
- Ted Nugent - ShutUp&Jam! (2014)